# Tôm hùm đất nước ngọt khổng lồ Tasmania
Tôm hùm đất nước ngọt khổng lồ Tasmania hay còn gọi là Tôm hùm châu Đại Dương (Danh pháp khoa học: Astacopsis gouldi) là loài tôm hùm đất khổng lồ sống ở đảo Tasmania, Australia, là loài sinh vật nước ngọt không xương sống lớn nhất thế giới. 1 cá thể trung bình có thể nặng 5 kilôgam (11 lb) và dài 80 xentimét (31 in) đã được biết đến, nhưng nay, thậm chí cá thể nặng hơn 2 kilôgam (4,4 lb) cũng rất hiếm. Loài tôm khổng lồ này có thể cắn đứt ngón tay người, nhưng chúng khá hiếm gặp. Tôm hùm nằm rình mồi trong dòng nước như cá sấu, bộ giáp đen giúp chúng hòa lẫn vào đá dưới đáy sông, tránh khỏi tầm quan sát của kẻ thù cũng như con mồi.